# Pterodoras granulosus
Pterodoras granulosus är en fiskart som först beskrevs av Achille Valenciennes 1821.  Pterodoras granulosus ingår i släktet Pterodoras och familjen Doradidae. Inga underarter finns listade i Catalogue of Life.